# Ivo Mammini
Ivo Mammini (La Plata, 15 de abril de 2003) es un futbolista profesional argentino que juega como delantero centro en Gimnasia y Esgrima La Plata de la Primera División de Argentina.

## Trayectoria
Ivo Mammini comenzó en el Club VRADI de La Plata, antes de fichar por Gimnasia y Esgrima en 2012.
Pasó los siguientes ocho años progresando en su sistema juvenil, que culminó con el delantero centro anotando más de cincuenta goles entre 2017 y 2020, convirtiéndose en el máximo goleador histórico del Lobo entre todas sus divisiones juveniles.
Mammini ascendió al primer equipo en enero de 2020 bajo la dirección técnica de Diego Maradona.
En junio de 2020 firma contrato profesional con Gimnasia y Esgrima La Plata. En junio de 2023 renovó contrato hasta diciembre de 2024 y con una cláusula de salida de U$S 10 millones.
Su debut en primera división llegó el 25 de febrero de 2020 en una victoria de octavos de final de la Copa Argentina sobre Sportivo Barracas, cuando reemplazó a Horacio Tijanovich en los últimos minutos contra rivales de la hoy desaparecida Primera D Metropolitana.

## Clubes
| Club                        | País      | Año         |
| --------------------------- | --------- | ----------- |
| Gimnasia y Esgrima La Plata | Argentina | 2020 - Act. |

## Estadísticas
Actualizado hasta el 8 de octubre de 2023 (según transfermarkt.com.ar)
| Gimnasia y Esgrima La Plata Argentina | 1.ª                 |                     |    |   |   |   |   |   |    |   |
| Gimnasia y Esgrima La Plata Argentina | 1.ª                 | 2020                | 0  | 0 | 2 | 0 | — | — | 2  | 0 |
| Gimnasia y Esgrima La Plata Argentina | 1.ª                 | 2021                | 0  | 0 | 1 | 0 | — | — | 1  | 0 |
| Gimnasia y Esgrima La Plata Argentina | 1.ª                 | 2023                | 17 | 2 | 2 | 1 | 4 | 0 | 23 | 3 |
| Gimnasia y Esgrima La Plata Argentina | Total               | Total               | 17 | 2 | 5 | 1 | 4 | 0 | 26 | 3 |
| Total en su carrera | Total en su carrera | Total en su carrera | 17 | 2 | 5 | 1 | 4 | 0 | 26 | 3 |
| (1) La copa nacional se refiere a la Copa Argentina y Copa de la Liga Profesional . (2) La copa internacional se refiere a la Copa Sudamericana y Copa Libertadores de América. |                     |                     |    |   |   |   |   |   |    |   |